# Lagranges ekvationer
Lagranges ekvationer är ett centralt begrepp inom analytisk mekanik och används för att bestämma rörelsen för ett mekaniskt system. Ekvationerna kan härledas ur Newtons rörelselagar och fick via förarbete av Leonhard Euler sin slutgiltiga formulering 1788 av Joseph Louis Lagrange. 
För ett mekaniskt system med {\displaystyle n} frihetsgrader kan systemets läge beskrivas av {\displaystyle n} generaliserade koordinater {\displaystyle {q}_{i}}. De generaliserade koordinaternas tidsderivator {\displaystyle {\dot {q}}_{i}} benämns generaliserade hastigheter. För ett konservativt system, det vill säga ett system där den mekaniska energin bevaras, kan Lagrangefunktionen {\displaystyle L} definieras som skillnaden mellan den kinetiska och den potentiella energin. Lagrangefunktionen kan då uttryckas som en funktion av de generaliserade koordinaterna och hastigheterna som satisfierar Lagranges ekvationer och har formen
{\displaystyle {\operatorname {d}  \over \operatorname {d} \!t}\left({\frac {\partial L}{\partial {\dot {q}}_{i}}}\right)-{\frac {\partial L}{\partial q_{i}}}=0,\qquad i=1,2,\dots ,n\qquad (1)}
Lösningen till ekvationssystemet med gällande begynnelsevillkor ger de generaliserade koordinaterna som funktioner av tiden, vilket bestämmer systemets rörelse.

## [1]Exempel
Vi ska använda Lagranges ekvation för att lösa problemet med en endimensionell harmonisk oscillator (utan dämpning). Vi har följande:
{\displaystyle L=T-V={\frac {1}{2}}m{\dot {x}}^{2}-{\frac {1}{2}}kx^{2},\qquad (2)}
där {\displaystyle T} är kinetisk energi och {\displaystyle V} potentiell energi, {\displaystyle k} är en konstant.
och
{\displaystyle {\partial {L} \over \partial {x}}=-kx}
{\displaystyle {\operatorname {d}  \over \operatorname {d} \!t}\left({\frac {\partial L}{\partial {\dot {x}}}}\right)={\operatorname {d}  \over \operatorname {d} \!t}\left(m{\dot {x}}\right)=m{\ddot {x}}.\qquad (3)}
Efter substitution av ekvation (3) i ekvation (1) får vi:
{\displaystyle m{\ddot {x}}+kx=0,\qquad (4)}
som är identisk med Newtons rörelseekvation, det vill säga {\displaystyle F=ma}. 
Problemet ovan är rätt enkelt och går att lösa med Newtons formalism. Lagranges ekvationer är mer användbara vid lösning av mer avancerade problem. Dessa problem brukar ha fler än två koordinater vilket gör ekvation (1) mest lämplig att använda. Som ett exempel löser vi rörelseekvationerna för en partikel med massan m som rör sig på en sfärisk yta och påverkas av en konservativ kraft {\displaystyle F=F_{\theta }} ,{\displaystyle \theta } och {\displaystyle \phi } är vinklar, {\displaystyle \ F_{\theta }} är en konstant kraften i {\displaystyle \theta } riktning . Här får vi:
{\displaystyle T={1 \over 2}mv_{\theta }^{2}+{\frac {1}{2}}mv_{\phi }^{2}}
{\displaystyle ={\frac {1}{2}}mR^{2}{\dot {\theta }}^{2}+{\frac {1}{2}}mR^{2}\sin ^{2}(\theta ){\dot {\phi }}^{2}\qquad (5)}
{\displaystyle V=-FR\theta .}
Vi har definierat den potentiella energin så att {\displaystyle V=0} när {\displaystyle \theta =\phi =0}. Observera att de sfäriska koordinaterna {\displaystyle \theta } och {\displaystyle \phi } behandlas som kartesiska koordinater vid beräkning med Lagrangeformalismen. Lagrange-ekvationen ges då av
{\displaystyle L=T-V={\frac {1}{2}}mR^{2}{\dot {\theta }}^{2}+{\frac {1}{2}}mR^{2}\sin ^{2}(\theta ){\dot {\phi }}^{2}+F_{\theta }+F_{\theta }R\theta \qquad (6)}
Nu räknar vi ut de partiella derivator som ingår i Lagrange-ekvationen (ekvation 1) som följande
{\displaystyle {\partial L \over \partial \theta }=mR^{2}{\dot {\phi }}^{2}\sin(\theta )\cos(\theta )+F_{\theta }R\ }
{\displaystyle {\partial L \over \partial \phi }=0}
{\displaystyle {\operatorname {d}  \over \operatorname {d} \!t}\left({\frac {\partial L}{\partial {\dot {\theta }}}}\right)={\operatorname {d}  \over \operatorname {d} \!t}\left(mR^{2}{\dot {\theta }}\right)=mR^{2}{\ddot {\theta }}\qquad (7)}
{\displaystyle {\operatorname {d}  \over \operatorname {d} \!t}\left({\frac {\partial L}{\partial {\dot {\phi }}}}\right)={\operatorname {d}  \over \operatorname {d} \!t}\left(mR^{2}{\dot {\phi }}\sin ^{2}(\theta )\right)=mR^{2}\left(2{\dot {\theta }}{\dot {\phi }}\sin(\theta )\cos(\theta )+{\ddot {\phi }}\sin ^{2}(\theta )\right)}.
Tillämpar vi ekvation (1) för {\displaystyle \theta } och {\displaystyle \phi } finner vi att rörelsen beskrivs av följande ekvationer
{\displaystyle F_{\theta }=mR\left({\ddot {\theta }}-{\dot {\phi }}^{2}\sin(\theta )\cos(\theta )\right)\qquad (8)}
{\displaystyle 0=mR^{2}\sin(\theta )\left({\ddot {\phi }}\sin(\theta )+2{\dot {\theta }}{\dot {\phi }}\cos(\theta )\right)\qquad (9)}
där ekvation (9) relateras till att vridmomentet är lika med hastigheten för vinkelmomentets förändring och (8) relateras till arbete i en roterande referensram.

## Härledning av Lagranges ekvationer med hjälp av Eulers lagar
Vi studerar ett system av {\displaystyle n_{k}} stela kroppar som utför plan rörelse.
Eulers rörelselagar för en godtycklig kropp {\displaystyle k} lyder 
{\displaystyle F^{k}=m_{k}{\dot {v}}_{G_{k}}\qquad (10)}
{\displaystyle M_{G_{k}}^{k}=I_{G_{k}}{\dot {\omega }}_{k}\qquad (11)}
där {\displaystyle F^{k}} är den totala kraften på kroppen {\displaystyle k} ,  {\displaystyle M_{G_{k}}^{k}}det totala momentet av alla laster på kroppen  {\displaystyle k}  m.a.p dess masscentrum {\displaystyle G_{k},} {\displaystyle m_{k}} kroppens massa,  {\displaystyle I_{G_{k}}}kroppens masströghetsmoment m.a.p {\displaystyle G_{k},} {\displaystyle v_{G_{k}}}hastigheten för {\displaystyle G_{k}}och {\displaystyle \omega _{k}}kroppens vinkelhastighet. 
För att kunna härleda Lagranges ekvationer (rörelseekvationerna för ett system med n frihetsgrader) med hjälp av Eulers formler ska vi introducera virtuella effekten vilken innehåller helt godtyckliga skalärer av generaliserade koordinater {\displaystyle {\dot {q}}_{i}^{\star }}, {\displaystyle i=1,....,n.} Genom att välja dessa koordinater på ett lämpligt sätt, kan vi får fram {\displaystyle n} differentialekvationer, nämligen samtliga rörelseekvationer för systemet.

### Tvångskrafter
Tvångskrafter är de krafter som orsakas av kinematiska tvång (kinematiska tvång är de krafter som motverkar en kroppsrörelse). Exempel på tvångskrafter är krafterna mellan två kroppar som är sammankopplade med en gångjärnsled, för ett hjul som glider är friktionskraften en tvångskraft eftersom den motverkar hjulets rörelse.
Den totala kraften {\displaystyle F^{k}}på kropp {\displaystyle k} kan delas upp i tvångskrafter {\displaystyle F^{\text{tvång}}} samt övriga krafter {\displaystyle F^{\text{tvång}}}. Momentet {\displaystyle M_{G_{k}}^{k}} kan delas upp på liknande sätt så att Eulers lagar (10) och (11) kan skrivas som  
{\displaystyle F^{{\text{tvång}},k}+F^{{\text{ej tvång}},k}=m_{k}{\dot {v}}_{G_{k}}\qquad (12)}
{\displaystyle M_{G_{k}}^{{\text{tvång}},k}+M_{G_{k}}^{{\text{ej tvång}},k}=I_{G_{k}}{\dot {\omega }}_{k}\qquad (13)}.

### Virtuell hastighet, vinkelhastighet och effekt
När man studerar en masspunkt med en frihetsgrad kan man enkelt manipulera Newtons andra lag för att bli av med de obekanta tvångskrafterna. Nu när vi studerar system av flera stela kroppar är det svårt att se rent geometriskt hur Eulers lagar kan manipuleras. Av den anledning för vi in begreppet virtuell hastighet, vinkelhastighet och effekt.
Den virtuella hastigheten  {\displaystyle v_{G_{k}}^{\star }}för kropp {\displaystyle k's}  masscentrum och den virtuella vinkelhastigheten  {\displaystyle \omega _{k}^{\star }}  för kropp  {\displaystyle k,k=1,....,n_{k},} är helt enkelt godtyckliga hastigheter respektive vinkelhastigheter som gör att de kinematiska tvången är uppfyllda då tiden tänks fixerad. Detta innebär att {\displaystyle v_{G_{k}}^{\star }}kan skrivas som en linjär kombination av tangentvektorerna  {\displaystyle {\partial {r_{G_{k}}}/\partial t}}:
{\displaystyle v_{G_{k}}^{\star }=\sum _{i=1}^{n}{\partial {r_{G_{k}}} \over \partial q_{i}}{\dot {q}}_{i}^{\star }{\overset {(6)}{=}}\sum _{i=1}^{n}{\partial {v_{G_{k}}} \over \partial {\dot {q}}_{i}}{\dot {q}}_{i}^{\star },\qquad (14)}
där  {\displaystyle {\dot {q}}_{i}^{\star },i=1,....,n,} är godtyckliga skalärer. Detta uttryck liknar det i (14) för den verkliga hastigheten  {\displaystyle v_{G_{k}}}men termen  {\displaystyle {\partial {r_{G_{k}}}/\partial t}}  är inte med eftersom tiden är fixerad. På liknande sätt kan den virtuella vinkelhastigheten  {\displaystyle \omega _{k}^{\star }}  skrivas som  
{\displaystyle w_{k}^{\star }=\sum _{i=1}^{n}{\partial {\theta _{k}} \over \partial q_{i}}{\dot {q}}_{i}^{\star }{\overset {(8)}{=}}\sum _{i=1}^{n}{\partial {\omega _{k}} \over \partial {\dot {q}}_{i}}{\dot {q}}_{i}^{\star },\qquad (15)}
Den verkliga effekten  {\displaystyle P_{tot}}  av alla laster på de {\displaystyle n_{k}} kropparna i systemet definieras som summan av totala kraften på alla kroppar k multiplicerat med kropparnas hastighet plus summan av alla moment på systemet multiplicerat med deras vinkelhastigheten. Den verkliga effekten {\displaystyle P_{tot}} av alla laster på systemet fås genom att ersätta de verkliga hastigheterna och vinkelhastigheterna med virtuella. Man kan dra slutsatsen att tvångslasternas totala virtuella effekt är noll. Vi utesluter beviset för denna slutsats och hänvisar den intresserade läsaren till  boken Elementär mekanik, del 2: stelkroppsmekanik av P. Christensen. Vi får på så sätt att:
{\displaystyle P_{tot}^{\star }=\sum _{k=1}^{n_{k}}{\biggl (}F^{k}v_{G_{k}}^{\star }+M_{G_{k}}^{k}\omega _{k}^{\star }{\biggr )}=0\qquad (16)}
Det är detta samband vi ska utnyttja för att härleda Lagranges ekvationer.

### Lagranges ekvationer
I mekaniska system verkar virtuella krafter vinkelrät mot kroppens rörelse, detta medför att det totala arbetet som utförs av virtuella krafter i sådana system summeras till noll och det totala arbetet utförs endast av de icke-virtuella krafterna. Härledningen nedan visar rörelse ekvationer för ett mekanisk system där alla virtuella krafter summeras till noll. 
Den totala virtuella effekten av tvångslasterna på hela systemet av  {\displaystyle n_{k}}  kroppar ges av (16). Om vi i detta uttryck sätter in hur de virtuella hastigheterna och vinkelhastigheterna ser ut enligt (14) och (15) får vi
{\displaystyle \sum _{k=1}^{n_{k}}\sum _{i=1}^{n}{\biggl (}F^{{\text{tvång}},k}{\partial {v_{G_{k}}} \over \partial {\dot {q}}_{i}}+M_{G_{k}}^{{\text{tvång}},k}{\partial {\omega _{k}} \over \partial {\dot {q}}_{i}}{\biggr )}{\dot {q}}_{i}^{\star }=0,}
där {\displaystyle {\dot {q}}_{i}^{\star }} är godtyckliga. Om vi först väljer {\displaystyle {\dot {q}}_{1}^{\star }=1} och övriga {\displaystyle {\dot {q}}_{i}^{\star }=0}, får vi 
{\displaystyle \sum _{k=1}^{n_{k}}{\biggl (}F^{{\text{tvång}},k}{\partial {v_{G_{k}}} \over \partial {\dot {q}}_{1}}+M_{G_{k}}^{{\text{tvång}},k}{\partial {\omega _{k}} \over \partial {\dot {q}}_{1}}{\biggr )}=0}
Väljer vi sedan {\displaystyle {\dot {q}}_{2}^{\star }=1}och övriga {\displaystyle {\dot {q}}_{i}^{\star }=0,} o.s.v., drar vi slutsatsen att 
{\displaystyle \sum _{k=1}^{n_{k}}{\biggl (}F^{{\text{tvång}},k}{\partial {v_{G_{k}}} \over \partial {\dot {q}}_{i}}+M_{G_{k}}^{{\text{tvång}},k}{\partial {\omega _{k}} \over \partial {\dot {q}}_{i}}{\biggr )}=0,i=1,.....,n.\qquad (17)}
Insättning av Eulers lagar (10) och (11) ger 
{\displaystyle \sum _{k=1}^{n_{k}}{\biggl (}m_{k}{\dot {v}}_{G_{k}}{\partial {v_{G_{k}}} \over \partial {\dot {q}}_{i}}+I_{G_{k}}{\dot {\omega }}_{k}{\partial {\omega _{k}} \over \partial {\dot {q}}_{i}}{\biggr )}=\sum _{k=1}^{n_{k}}{\biggl (}F^{{\text{ ej tvång}},k}{\partial {v_{G_{k}}} \over \partial {\dot {q}}_{i}}+M_{G_{k}}^{{\text{ej tvång}},k}{\partial {\omega _{k}} \over \partial {\dot {q}}_{i}}{\biggr )},\qquad (18)}
för  {\displaystyle i=1,....,n}  kan vänsterledet skrivas om i termer av den kinetiska energin, vilken för kropp  {\displaystyle k}  är 
{\displaystyle T_{k}={\frac {1}{2}}m_{k}v_{G_{k}}v_{G_{k}}+{\frac {1}{2}}I_{G_{k}}\omega _{k}\omega _{k},}
så att
{\displaystyle {\partial {T_{k}} \over \partial q_{i}}={\frac {m_{k}}{2}}{\biggl (}{\partial {v_{G_{k}}} \over \partial q_{i}}v_{G_{k}}+v_{G_{k}}{\partial {v_{G_{k}}} \over \partial q_{i}}{\biggr )}+{\frac {I_{G_{k}}}{2}}{\biggl (}{\partial {\omega _{k}} \over \partial q_{i}}\omega _{k}+\omega _{k}{\partial {\omega _{k}} \over \partial q_{i}}{\biggr )}=m_{k}v_{G_{k}}{\partial {v_{G_{k}}} \over \partial q_{i}}+I_{G_{k}}\omega _{k}{\partial {\omega _{k}} \over \partial q_{i}}.\qquad (19)}
På samma sätt fås 
{\displaystyle {\partial {T_{k}} \over \partial {\dot {q}}_{i}}=m_{k}v_{G_{k}}{\partial {v_{G_{k}}} \over \partial {\dot {q}}_{i}}+I_{G_{k}}\omega _{k}{\partial {\omega _{k}} \over \partial {\dot {q}}_{i}}.\qquad (20)}
Tidsderiverar vi detta får vi
{\displaystyle {d \over dt}{\biggl (}{\partial {T_{k}} \over \partial {\dot {q}}_{i}}{\biggr )}=m_{k}{\dot {v}}_{G_{k}}{\partial {v_{G_{k}}} \over \partial {\dot {q}}_{i}}+m_{k}v_{G_{k}}{d \over dt}{\biggl (}{\partial {\omega _{G_{k}}} \over \partial {\dot {q}}_{i}}{\biggr )}+I_{G_{k}}{\dot {\omega }}_{k}{\partial \omega _{k} \over \partial {\dot {q}}_{i}}+I_{G_{k}}\omega _{k}{d \over dt}{\biggl (}{\partial \omega _{k} \over \partial {\dot {q}}_{i}}{\biggr )}=}
{\displaystyle =m_{k}{\dot {v}}_{G_{k}}{\partial {v_{G_{k}}} \over \partial {\dot {q}}_{i}}+m_{k}v_{G_{k}}{\partial {v_{G_{k}}} \over \partial q_{i}}+I_{G_{k}}{\dot {\omega }}_{k}{\partial \omega _{k} \over \partial {\dot {q}}_{i}}+I_{G_{k}}\omega _{k}{\partial \omega _{k} \over \partial q_{i}}.\qquad (21)}
Därmed fås ur (21) och (19) att
{\displaystyle m_{k}{\dot {v}}_{G_{k}}{\partial v_{G_{k}} \over \partial {\dot {q}}_{i}}+I_{G_{k}}{\dot {\omega }}_{k}{\partial \omega _{k} \over \partial {\dot {q}}_{i}}={d \over dt}{\biggl (}{\partial {T_{k}} \over \partial {\dot {q}}_{i}}{\biggr )}-{\partial {T_{k}} \over \partial q_{i}},}
så att (9) kan skrivas
{\displaystyle {d \over dt}{\biggl (}{\partial {T} \over \partial {\dot {q}}_{i}}{\biggr )}-{\partial T \over \partial q_{i}}=\sum _{k=1}^{n_{k}}{\biggl (}F^{{\text{ ej tvång}},k}{\partial {v_{G_{k}}} \over \partial {\dot {q}}_{i}}+M_{G_{k}}^{{\text{ ej tvång}},k}{\partial {\omega _{k}} \over \partial {\dot {q}}_{i}}{\biggr )},i=1,.....,n,\qquad (22)}
där {\displaystyle T} är systemets totala kinetiska energi: {\displaystyle T=\sum _{k=1}^{n_{k}}T_{k}}.
Systemet är oberoende av tvångskrafter som vi skulle visa. Ekvation (22) kallas  Lagranges ekvation .